# Europäische Verteidigungsgemeinschaft
Die Europäische Verteidigungsgemeinschaft (EVG) war ein geplantes politisches Projekt aus dem Jahr 1952 mit dem Ziel, eine gemeinsame europäische Armee zu schaffen. Mit dieser sollte eine erneute kriegerische Auseinandersetzung in Europa verhindert und eine weitere westeuropäische Einigung befördert werden.
Auf Grundlage des vom französischen Ministerpräsidenten formulierten Pleven-Plans war vorgesehen, Frankreich, die Benelux-Staaten, Italien und die Bundesrepublik Deutschland an der EVG zu beteiligen. Das Besatzungsstatut wäre damit beendet, gleichzeitig aber auch eine unmittelbare Wiederbewaffnung Deutschlands verhindert worden.
Das Projekt scheiterte 1954, als es im französischen Parlament doch keine Mehrheit erhielt. Im Jahr darauf wurde die westdeutsche Wiederbewaffnung stattdessen durch den NATO-Beitritt der Bundesrepublik ermöglicht. Anstelle der EVG wurde die Westeuropäische Union gegründet.

## Frage der deutschen Wiederbewaffnung
Bereits in der Endphase des Zweiten Weltkrieges war es zu Spannungen zwischen den Westalliierten und der Sowjetunion (UdSSR) über den künftigen politischen und militärischen Einfluss in Mittel- und Osteuropa gekommen. Angesichts dieser Entwicklung hatte es in den letzten Kriegsmonaten und während der Besatzungszeit unter den Westalliierten Überlegungen zur Nutzung des militärischen Potenzials der Besatzungsgebiete in Deutschland gegeben. Bald kristallisierte sich die Idee einer „europäischen Armee“ unter der gemeinsamen Kontrolle der europäischen Staaten heraus.
Seit 1946/47 bahnte sich der Kalte Krieg an. Nachdem durch den Korea-Krieg 1950 die Furcht vor einem Angriff der UdSSR auf Westeuropa akut geworden war, wurde am 9. August 1950 von Winston Churchill eine europäische Armee mit deutscher Beteiligung gefordert, die mit den USA zusammenarbeiten solle. Churchill hatte sich schon im März desselben Jahres für einen deutschen Verteidigungsbeitrag ausgesprochen, so dass die beratende Versammlung des Europarates am 11. August 1950 in Straßburg die Bildung einer europäischen Armee mit deutschen Kontingenten befürwortete. In den USA begann sich gleichzeitig die Vorstellung durchzusetzen, eine europäische Verteidigungsstreitmacht unter Führung der NATO aufzubauen. Erstmals sprach sich am 11. September 1950 der US-amerikanische Außenminister Dean Acheson für eine gemeinsame Europäische Armee unter deutscher Beteiligung aus.
Bundeskanzler Konrad Adenauer betrieb im Rahmen einer verstärkten Westintegration und der Wiedererlangung einer deutschen Souveränität (Ende des Besatzungsstatuts und Kriegszustandes) gleichfalls systematisch eine deutsche Wiederbewaffnung. In einem vorerst geheimen Memorandum an die Hohen Kommissare vom 30. August 1950 erklärte er sich in einem Alleingang bereit, ein deutsches Kontingent im Rahmen einer internationalen westeuropäischen Armee bereitzustellen. Dieser Vorstoß war innenpolitisch bis in die Regierung Adenauer hinein massiv umstritten. Die Vorbereitungen begannen aber bald während der Tagung der deutschen militärischen Expertenkommission aus ehemaligen hochrangigen Wehrmachtsoffizieren im Eifelkloster Himmerod vom 3. bis 6. Oktober 1950. Die erarbeitete Denkschrift über die Aufstellung eines deutschen Kontingents im Rahmen einer internationalen Streitmacht zur Verteidigung Westeuropas („Himmeroder Denkschrift“) zielte nicht nur auf die Aufstellung von Truppen ab, sondern entwarf auch Konzepte zur inneren Führung und dem Staatsbürger in Uniform.

## Pleven-Plan
Am 24. Oktober 1950 unterbreitete der französische Ministerpräsident René Pleven (1901–1993), orientiert am Schuman-Plan und um die politische Initiative nicht zu verlieren, den so genannten Pleven-Plan der französischen Nationalversammlung. Danach sollte eine europäische Armee unter Beteiligung der Bundesrepublik Deutschland entstehen. Im Gegensatz zu den anderen Ländern der Verteidigungsgemeinschaft (Frankreich, Italien und den drei Benelux-Staaten), hätten die deutschen Truppen ganz in den internationalen Streitkräften aufgehen müssen. Damit wäre der Aufbau einer eigenen Armee in der Bundesrepublik Deutschland verhindert worden. Frankreich behielte hingegen die Oberhoheit über die eigenen Streitkräfte. Die USA unterstützten den Pleven-Plan, der eine enge Kooperation der europäischen Streitmacht mit dem US-Militär vorsah.
In den 1951 intensiv betriebenen Verhandlungen um eine Europäische Verteidigungsgemeinschaft (EVG) forderte die Regierung der Bundesrepublik Deutschland als Gegenleistung für die Aufstellung deutscher Truppen unter europäischer Führung die Ablösung des Besatzungsstatuts und die Einrichtung eines Verteidigungsministeriums, was eine weitgehende innen- und außenpolitische Souveränität nach sich gezogen hätte (erster Deutschlandvertrag oder Generalvertrag; weitgehendes Ende der Alliierten Vorbehaltsrechte). Frankreich wollte dem aber erst zustimmen, wenn die militärische Integration und damit die „Entnationalisierung“ der deutschen Truppen vertraglich verabschiedet sein würde; der Deutschlandvertrag konnte nach dieser Auffassung also erst in Kraft treten, wenn der EVG-Vertrag von den nationalen Parlamenten ratifiziert worden war.
Auch aus der UdSSR wurde massiver Protest laut: Ziel der Sowjetunion war es, die militärische Integration Westdeutschlands in einen Westblock zu verhindern. Im Frühjahr 1952 schlug sie vor, in Verhandlungen über die Wiederherstellung der Einheit Deutschlands auf der Grundlage freier Wahlen einzutreten. Ob diese Stalin-Note von 1952 tatsächlich ein Angebot war, in dem die DDR zur Disposition stand, wurde noch viele Jahre diskutiert. Peter Graf von Kielmannsegg betrachtete sie 2000 als taktisches Manöver.
Mehrere strittige Fragen führten zu einer langen Dauer der Beratungen. Insbesondere bei der Größe der nationalen Einheiten, den Deutschland zugestandenen Waffensystemen und -produktionsstätten sowie der Ausgestaltung der EVG-Führung, insbesondere der Nationalität der Kommandeure, ließen sich nur schwer Einigungen erzielen. Auf Druck der USA wurden diese Probleme entweder in Kompromissen oder durch Vertagung vorerst gelöst. Unter anderem wurde der Oberbefehl an den Supreme Allied Commander Europe übertragen.
Am 26. und 27. Mai 1952 wurde der EVG-Vertrag (formell: Vertrag über die Gründung der Europäischen Verteidigungsgemeinschaft, auch Vertrag von Paris genannt) schließlich von allen beteiligten Außenministern unterzeichnet. Als langfristige Perspektive sah er sogar die Verschmelzung Europas zu einer politischen Union (die sogenannte Europäische Politische Gemeinschaft) vor.

## Scheitern der EVG und deutscher NATO-Beitritt

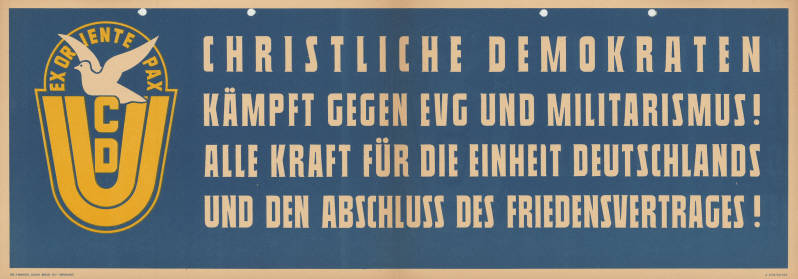
Plakat der Ost-CDU gegen die EVG (1954)

Mit der Vertragsunterzeichnung waren die Bedenken in Deutschland und Frankreich jedoch nicht überwunden. Besonders die SPD war mit der Wiederbewaffnung in der Form der EVG nicht einverstanden. In Frankreich störten die Gaullisten sich an dem möglichen Kontrollverlust über die eigene Armee, da der EVG-Vertrag zwingend mit einer Abschwächung oder gar Aufhebung des Besatzungsstatus verbunden war. Um im eigenen Land Zustimmung zur EVG zu erhalten, bemühte sich die französische Regierung 1953, Zusatzverträge durchzusetzen, um die Verfügungsgewalt über die eigene Armee auch innerhalb der EVG weitestgehend zu erhalten. Wiederum unter Druck der USA und der anderen EVG-Mitglieder wurden diese Forderungen teilweise abgemildert und schließlich angenommen. Die Parlamente von Belgien, Deutschland, Luxemburg und den Niederlanden ratifizierten den Vertrag daraufhin zwischen 1953 und 1954.
In Frankreich hatte jedoch mittlerweile eine gaullistische (und damit der EVG gegenüber skeptische) Regierung die Macht übernommen. Ministerpräsident Pierre Mendès France versuchte daher erneut, den EVG-Prozess aufzuhalten. Der Tod Josef Stalins und das Ende des Koreakriegs 1953 hatten zudem die Furcht vor einer militärischen Auseinandersetzung mit der Sowjetunion abfallen lassen. Es folgte die Absage der französischen Regierung an die EVG und die französische Nationalversammlung lehnte am 30. August 1954 die Ratifizierung des EVG-Vertrags ab. Italien stoppte daraufhin die noch ausstehende Ratifikation.
Nach Auffassung der zeitgenössischen Geschichtsschreibung war dies auch ein diplomatischer Tauschhandel mit der Sowjetunion: Diese hatte nämlich 1954 auf der Indochinakonferenz eine für Frankreich glimpfliche Lösung vermittelt, den Indochinakrieg zu beenden.
Konrad Adenauer bezeichnete das Scheitern der EVG rückblickend als den größten Rückschlag für die gesamte deutsche Politik in den Jahren seiner Kanzlerschaft.

### WEU und NATO-Beitritt
Auch im Deutschen Bundestag und Bundesrat wurde die Diskussion monatelang bis hin zur Anrufung des Bundesverfassungsgerichtes heftig geführt, da ein Wiederbeginn des deutschen Militarismus, eine Zuspitzung des Ost-West-Konfliktes und eine Festschreibung der deutschen Teilung befürchtet wurden. Für Deutschland bedeutete das Scheitern der EVG eine Beibehaltung des Besatzungsrechts.
Als Ersatz wurde allerdings noch 1954 von den Mitgliedern des Brüsseler Paktes zusammen mit der Bundesrepublik und Italien durch die so genannte Londoner Akte die Westeuropäische Union (WEU) gegründet, um Deutschland militärpolitisch einbinden zu können. Nach Verabschiedung der Pariser Verträge 1954 und des in diesen enthaltenen zweiten Deutschlandvertrages wurde schließlich der Beitritt der Bundesrepublik zur NATO beschlossen. Auf der Berliner Außenministerkonferenz von 1954 verhandelten die vier Mächte über die Möglichkeit einer Wiedervereinigung. Kurz vor der endgültigen Entscheidung über den Eintritt in die NATO, im Januar 1955, bot die Sowjetunion gesamtdeutsche freie Wahlen zur Bildung eines einheitlichen Deutschland an, das über einen Friedensvertrag die volle Souveränität erlangen solle. Nach Peter Graf Kielmannsegg war das ein taktisches Manöver.
Der Beitritt der Bundesrepublik wurde am 9. Mai 1955 vollzogen. Die weiter bestehenden französischen Bedenken waren zuvor durch die Garantie der USA, dauerhaft Streitkräfte in Europa zu stationieren, und durch eine Verzichtserklärung der Bundesrepublik, atomare, biologische und chemische Waffen herzustellen, ausgeräumt worden.

## Folgen
Die Volkskammer der DDR erließ im Januar 1956 das Gesetz über die Schaffung der Nationalen Volksarmee und des Ministeriums für Nationale Verteidigung, das die bereits bestehenden kasernierten Polizeieinheiten, die Kasernierte Volkspolizei, neu organisierte und formell die Nationale Volksarmee ins Leben rief.